# Storia della fotografia erotica

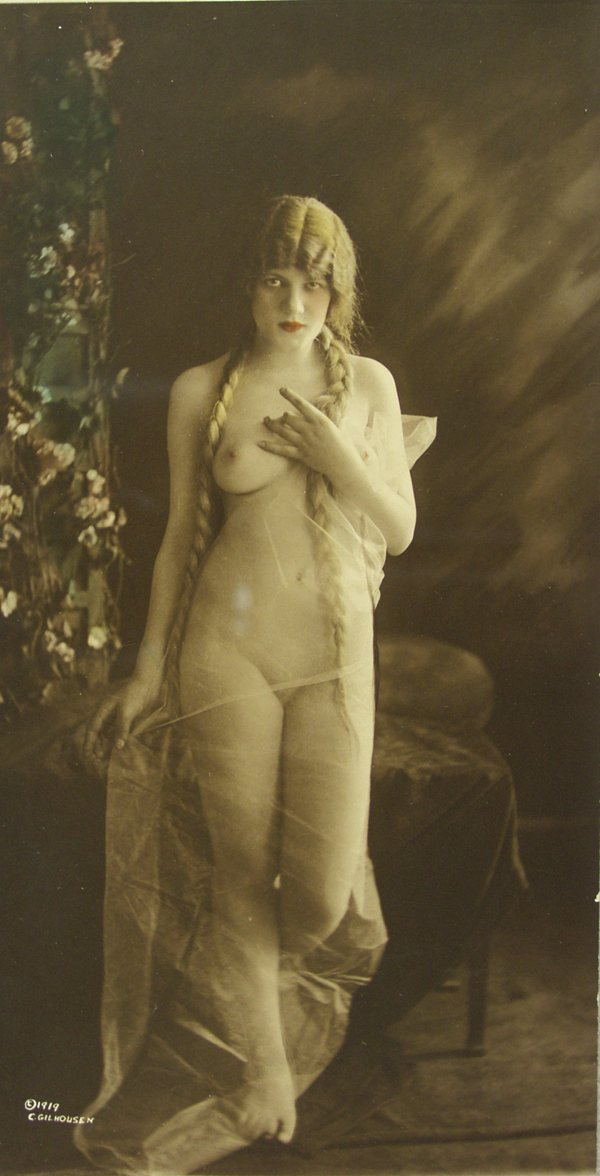
Cartolina erotica (1919)

La storia della fotografia erotica narra dell'evoluzione del nudo erotico in fotografia. Pochissimi artisti famosi hanno posato nudi per le fotografie; la prima a farlo è stata l'attrice, pittrice e poetessa Adah Isaacs Menken (1835-1868).
Anche se i soggetti della fotografia erotica sono di solito quasi o completamente nudi, ciò non risulta essere strettamente necessario. Tradizionalmente, i soggetti delle fotografie erotiche sono stati femminili, ma soprattutto dal 1970 in poi immagini erotiche di uomini sono state sempre più spesso pubblicate.

## Storia

### Inizi
Prima del 1839 la rappresentazione della nudità consisteva generalmente in dipinti, disegni e incisioni. In quello stesso anno il francese Louis Daguerre presenta all'Accademia francese delle scienze il suo primo esempio pratico svolto in pubblico di processo fotografico: a differenza dei metodi in uso fino ad allora queste fotografie, chiamate dagherrotipi, avevano una qualità molto migliore e non sbiadivano col tempo.
Gli artisti adottarono presto la tecnologia fotografica come un nuovo modo di rappresentazione del corpo umano nudo, allora esclusivamente rivolto al genere femminile; almeno inizialmente cercarono di seguire gli stili e le tradizioni della forma d'arte. Ora, tutti gli studi di nudo dovevano essere registrati e approvati direttamente dal governo francese, altrimenti non avrebbero mai potuto essere messi in commercio. Foto di nudi erano vendute in qualità di "aiuto per i pittori"; tuttavia, il realismo di una fotografia entrava parzialmente in contrasto con l'idealismo di un dipinto, facendone così opere intrinsecamente erotiche.
Nel suo lavoro Nude Photography, 1840–1920, Peter Marshall osserva che: "Nel clima morale prevalente al momento dell'invenzione della fotografia, i nudi accettati ufficialmente erano solamente quelli utilizzati per la produzione di studi pittorici. Molti degli esempi superstiti dei successivi dagherrotipi invece non sono chiaramente di questo genere, ma contengono in sé una sensualità che implica chiaramente il fatto d'esser stati progettati esplicitamente come immagini erotiche o pornografiche".
Neppure i dagherrotipi erano però del tutto privi d'inconvenienti; la difficoltà principale era che il procedimento non utilizzava negativi, pertanto ogni copia doveva esser fatta fotografando l'immagine originale, il cui tempo di esposizione andava dai tre ai quindici minuti, rendendo il tutto quindi abbastanza difficoltoso per la ritrattistica: a causa di ciò l'immagine pornografica si limitava ad una donna che mostrava i genitali. Dal momento che anche una sola di queste foto poteva costare lo stipendio di un'intera settimana, il pubblico dei nudi era per lo più costituito da artisti e da membri di ceto elevato della società.

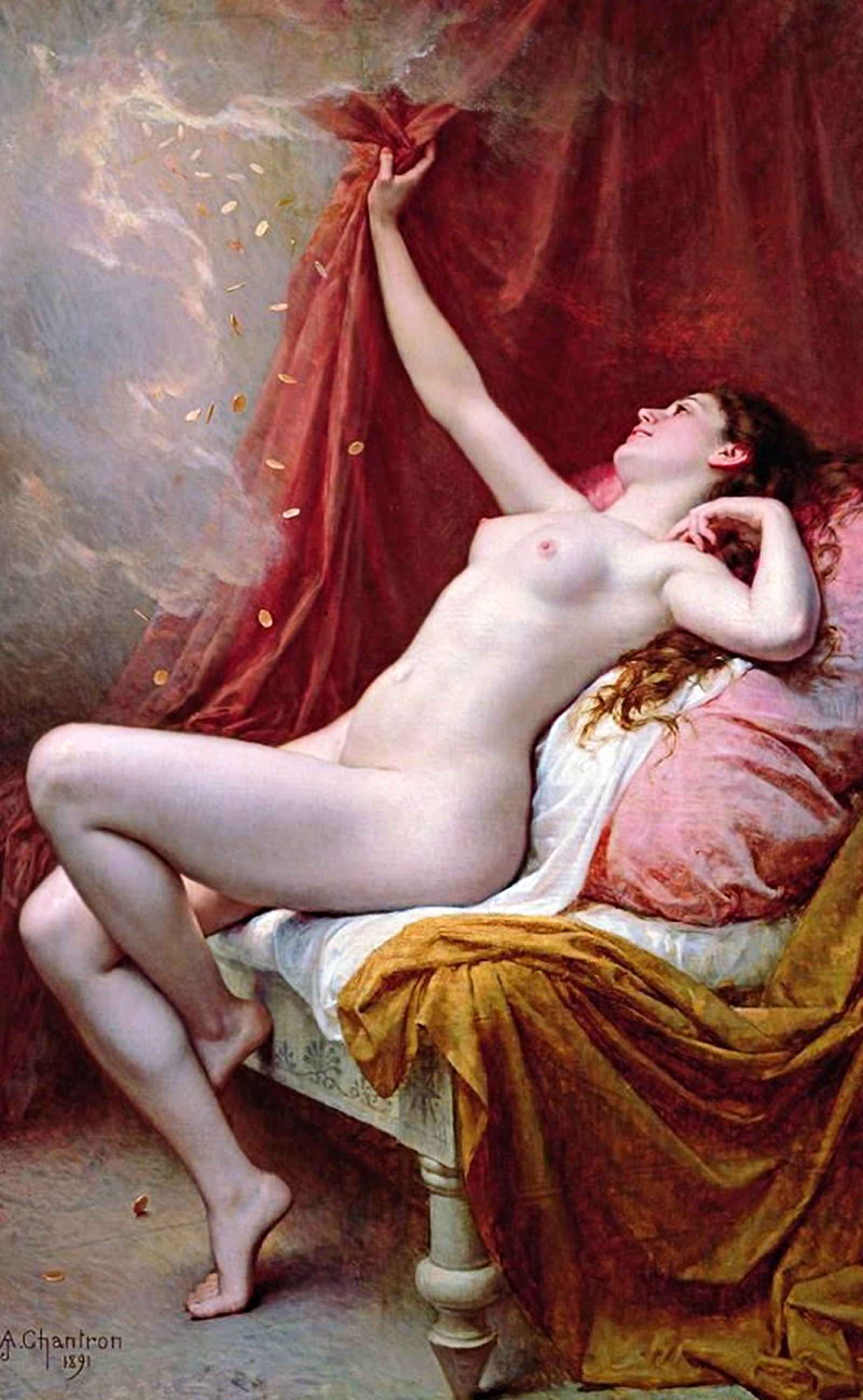
Alexander Jacques Chantron Danae, 1891

La stereoscopia è stata inventata nel 1838 e divenne estremamente popolare per la produzione di dagherrotipi, compresi quelli costituiti da immagini erotiche. Questa tecnologia ha prodotto un tipo di tridimensionalità che si adatta molto bene alla raffigurazione erotica. Sono sopravvissuti fino ad oggi all'incirca 800 dagherrotipi a tema erotico, per lo più provenienti da collezioni di ex nobili benestanti: a causa della loro rarità possono raggiungere un prezzo di 10 000 sterline britanniche.
Nel 1841 William Fox Talbot brevettò la calotipia, il primo processo negativo-positivo, rendendo in tal modo possibile la realizzazione di un maggior numero di copie. La tecnica è stata immediatamente utilizzata per produrre ritratti di nudi, classificati in base agli standard del tempo come genere pornografico. Parigi divenne presto il centro di questo commercio, dal 1848 al 1860 la città passo dall'aver 13 studi fotografici a più di 400, la maggior parte dei quali realizzava proventi cospicui derivanti dalla vendita di immagini di nudi femminili, che iniziavano così per la prima volta a raggiungere anche le masse popolari.
 Spesso prodotte in serie di 4, 8 o 12, le foto venivano vendute anche da commessi viaggiatori presso le stazioni ferroviarie o da donne per la strada che le nascondevano sotto gli abiti; giungevano infine anche ad esser esportate a livello internazionale in Inghilterra e negli Stati Uniti. Sia le modelle che i fotografi erano principalmente costituiti dalla classe operaia ed il business veniva svolto di nascosto per sfuggire alle proibizioni di legge e quindi alle eventuali condanne penali.
La tradizione pornografica vittoriana in Gran Bretagna ha avuto tre elementi principali: le fotografie francesi, le stampe erotiche e la letteratura erotica illustrata. Essa ha diverse caratteristiche distintive, riflette difatti una visione molto meccanicistica dell'anatomia umana e delle sue funzioni; la sessualità del soggetto viene spesso spersonalizzata, priva di ogni passione o tenerezza.
 In questo periodo diviene anche popolare ritrarre donne di etnie esotiche: studi di questo tipo possono essere trovati nel lavoro di Eadweard Muybridge.Parallelamente alla storia della stampa britannica, fotografi e stampatori francesi diressero la loro attenzione verso la cartolina, producendone un gran numero con ritratti di nudi femminili.

### Influenza francese

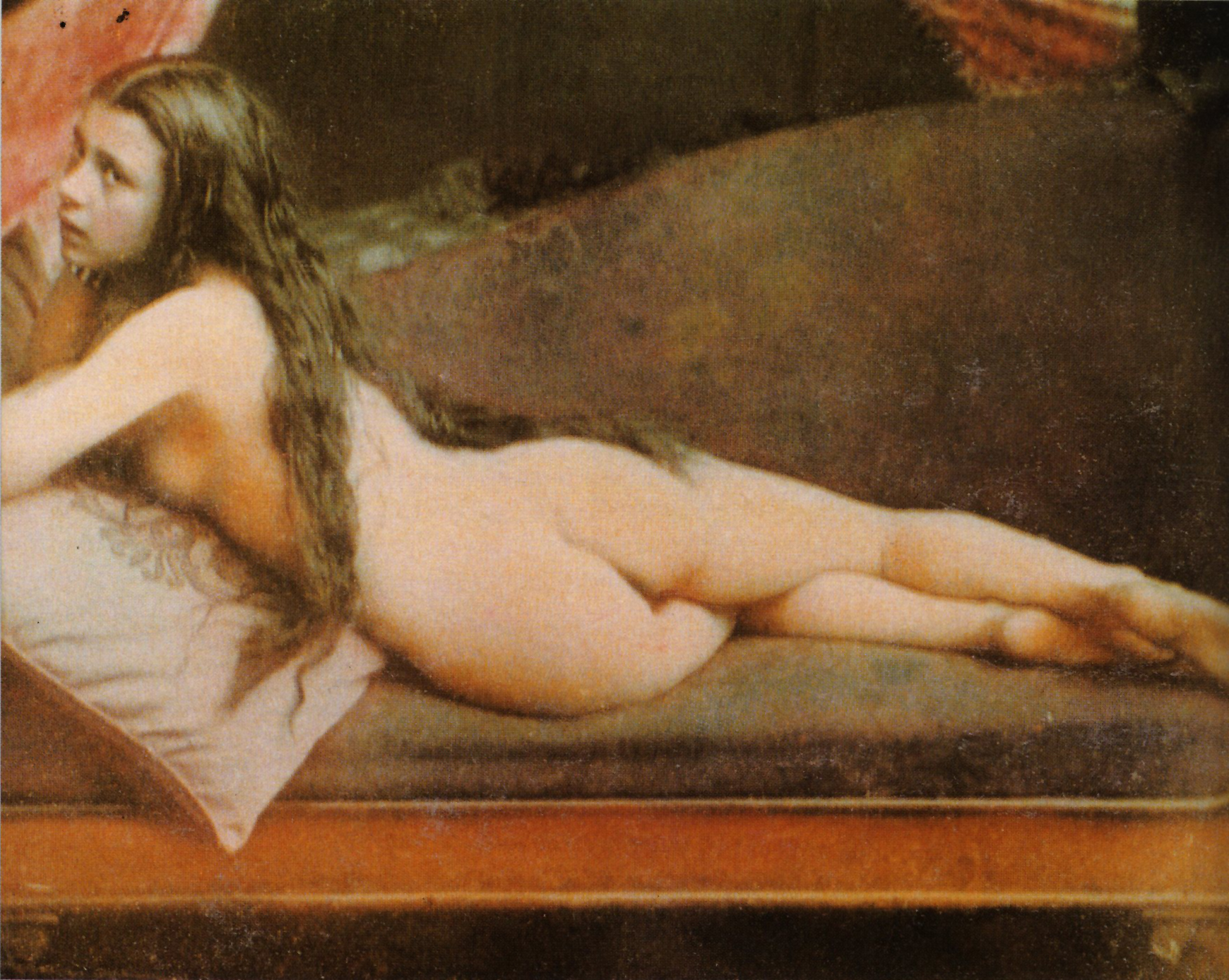
Dagherrotipo a colori di Félix-Jacques Moulin, 1851-1854 circa

Molte cartoline francesi presentavano donne nude in pose erotiche. Queste venivano definite semplicemente come cartoline, ma il loro scopo primario non era per l'invio per posta, perché in tal caso sarebbero stati immediatamente bloccate. Commercianti di strada, tabaccherie, e una varietà di altri fornitori hanno comprato fotografie di questo tipo per la rivendita ai turisti. La vendita di foto di nudi erotici era vietato, pertanto molte di queste cartoline sono state vendute "sottobanco".
L'entusiasmo con cui si abbracciò il nudo erotico in aspetto di cartolina sollevo anche alcune questioni giuridiche, in quanto molti individui venivano incoraggiati ad esportarle oltre i confini nazionali e molti turisti da parte loro cercavano di farle entrare nel proprio Paese.
Alcuni Paesi si rifiutavano categoricamente di far entrare nel proprio territorio cartoline contenenti riferimenti sessuali o immagini di nudità parziale o totale, comprese le immagini di statuaria classica o quelle che rappresentavano quadri di pittori.

### Primo Novecento

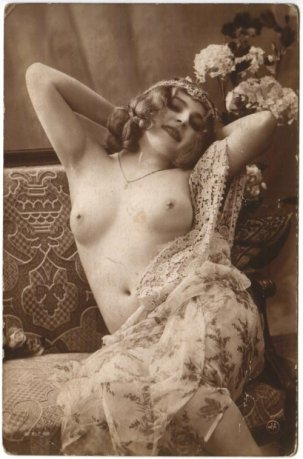
Cartolina erotica degli anni dieci di Jean Agélou

I primi anni del XX secolo hanno visto diversi ed importanti miglioramenti nel design della fotocamera, tra cui nel 1913 l'invenzione della macchina da presa 35 mm o "candid" di Oskar Barnack.
L'artista statunitense E.J. Bellocq (John Ernest Joseph Bellocq), che ha fatto le sue migliori immagini conosciute con il vecchio stile costituito dalla lastra di vetro in negativo, è ricordato soprattutto per i suoi pied-a-terr, immagini di prostitute in ambienti domestici ritratte nel quartiere a luci rosse di New Orleans conosciuto come Storyville. In contrasto con le solite immagini di donne goffamente intraviste tra tendaggi, veli, fiori, frutta, colonne classiche e bracieri orientali, le "sitters" di Bellocq appaiono rilassate e inserite in ambienti confortevoli.
Altri fotografi di donne nude di questo periodo includono Alexandre-Jacques Chantron, Jean Agélou e Alfred Cheney Johnston. Chantron era già un pittore affermato prima di sperimentare con la fotografia, mentre Agélou e Johnston hanno fatto la loro carriera propriamente nel campo della fotografia.
Julian Mandel (forse uno pseudonimo) divenne noto negli anni venti e trenta per le sue raffinate fotografie di nudi femminili: le modelle si trovano spesso in pose classiche altamente organizzate, fotografate sia in studio che all'aperto. Le immagini sono composti ad arte, con toni raffinati e un uso morbido dell'illuminazione mostrando una particolare texture creata dalla luce piuttosto che dall'ombra. L'artista faceva pubblicare le sue foto utilizzando vari studi disseminati per tutta Parigi
Un altro autore degno di nota dei primi due decenni del XX secolo è stato il fotografo naturista Arundel Holmes Nicholls (1923-2008). Il suo lavoro è artisticamente composto, spesso dando un bagliore iridescente alle sue figure e, seguendo le orme di Mandel, favorì gli scatti all'aperto.
Molte fotografie di questo periodo sono stati intenzionalmente danneggiate. Bellocq, per esempio, spesso graffiava i volti dei suoi soggetti per oscurarne le vere identità; alcune delle sue "sitters" sono state fotografate mentre indossano maschere. Anche Edward Weston, che operò in California negli anni venti e trenta, ha dovuto fotografare molti dei suoi modelli senza mostrare i loro volti.

### Secondo Novecento

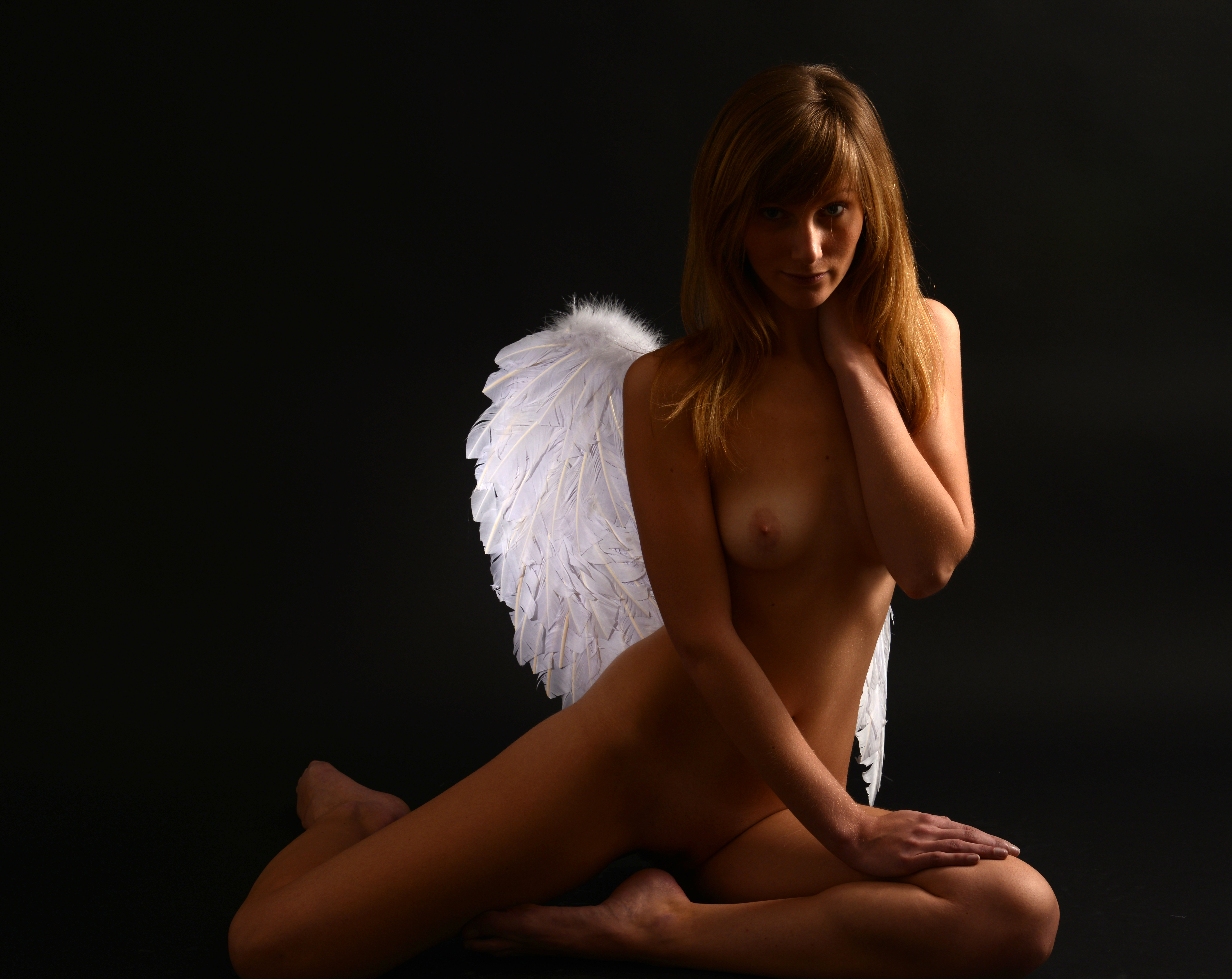
Angel Wings di Jean-Christophe Destailleur, 2013

Fotografi di nudi erotici della seconda metà del XX secolo includono Walter Bird, John Everard, Horace Roye, Harrison Marks e Zoltán Glass. Durante la seconda guerra mondiale fotografie di pin-up hanno raggiunto un vasto pubblico.
A differenza delle precedenti fotografie erotiche, i cui soggetti erano di solito anonimi, una serie di ben note stelle del cinema ha iniziato a posare per le fotografie di pin-up, venendo così promosse anche grazie a ciò allo status di sex symbol. L'enfasi era inizialmente posta sulle gambe nude, le gonne corte o i costumi da bagno, e le figure formose; ma nel 1950 queste foto hanno iniziato a mostrare anche il seno nudo.
La rivista Playboy viene fondata nel 1953, raggiungendo velocemente una gran popolarità e la fotografia erotica è presto strettamente associata ad essa, guadagnandosi così una crescente attenzione da parte del pubblico. Nel 1965 comincia ad essere pubblicata la rivista Penthouse la quale ha fatto un ulteriore passo avanti rispetto a Playboy, essendo stata la prima ad esporre chiaramente i genitali femminili (inizialmente coperti dal pelo pubico).
Le modelle guardano di solito direttamente nella fotocamera, come se volessero entrare in rapporto con gli spettatori per lo più di sesso maschile.
Nel 1970, seguendo l'ondata creata dal femminismo con le sue idee di parità di genere, riviste come Cleo cominciano ad includere nudi maschili; ma a differenza delle tradizionali fotografie erotiche, che utilizzano eventuali soggetti femminili attraenti ma per lo più sconosciute, le fotografie di nudi maschili sono di solito di personaggi famosi.
A partire dagli anni sessanta ha cominciato ad esser sempre meno comunemente indicata come tale, preferendogli sempre più invece la definizione di fotografia glamour la quale presenta il soggetto in un modo descritto come romantico o sessualmente seducente.

## Galleria d'immagini

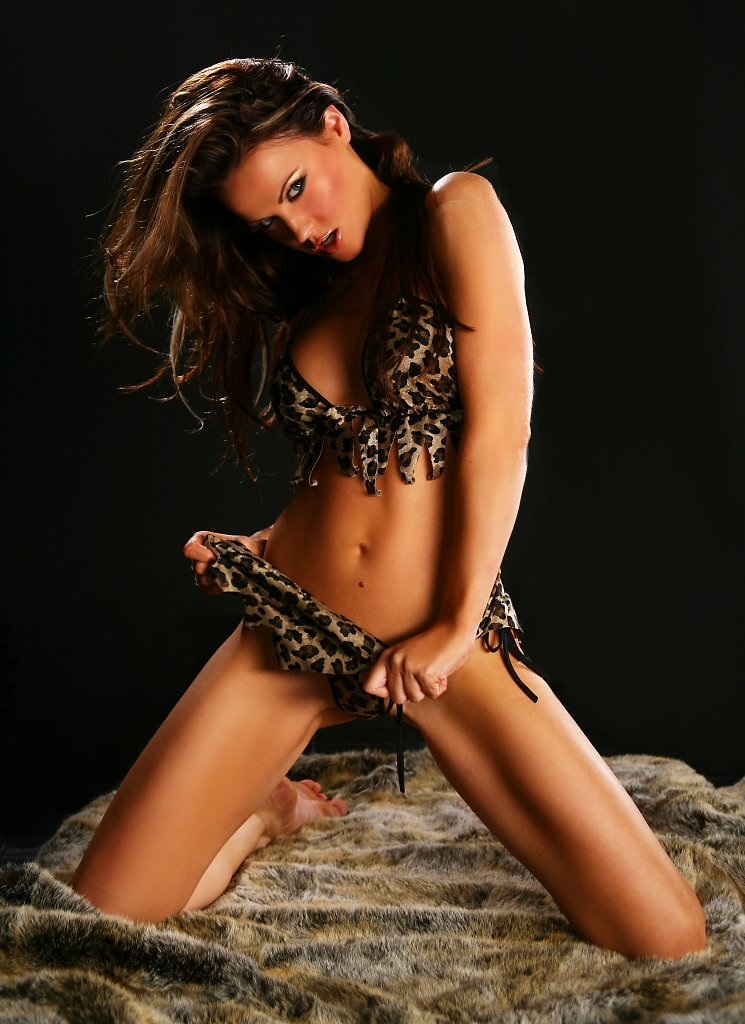
Jasmine Sinclair
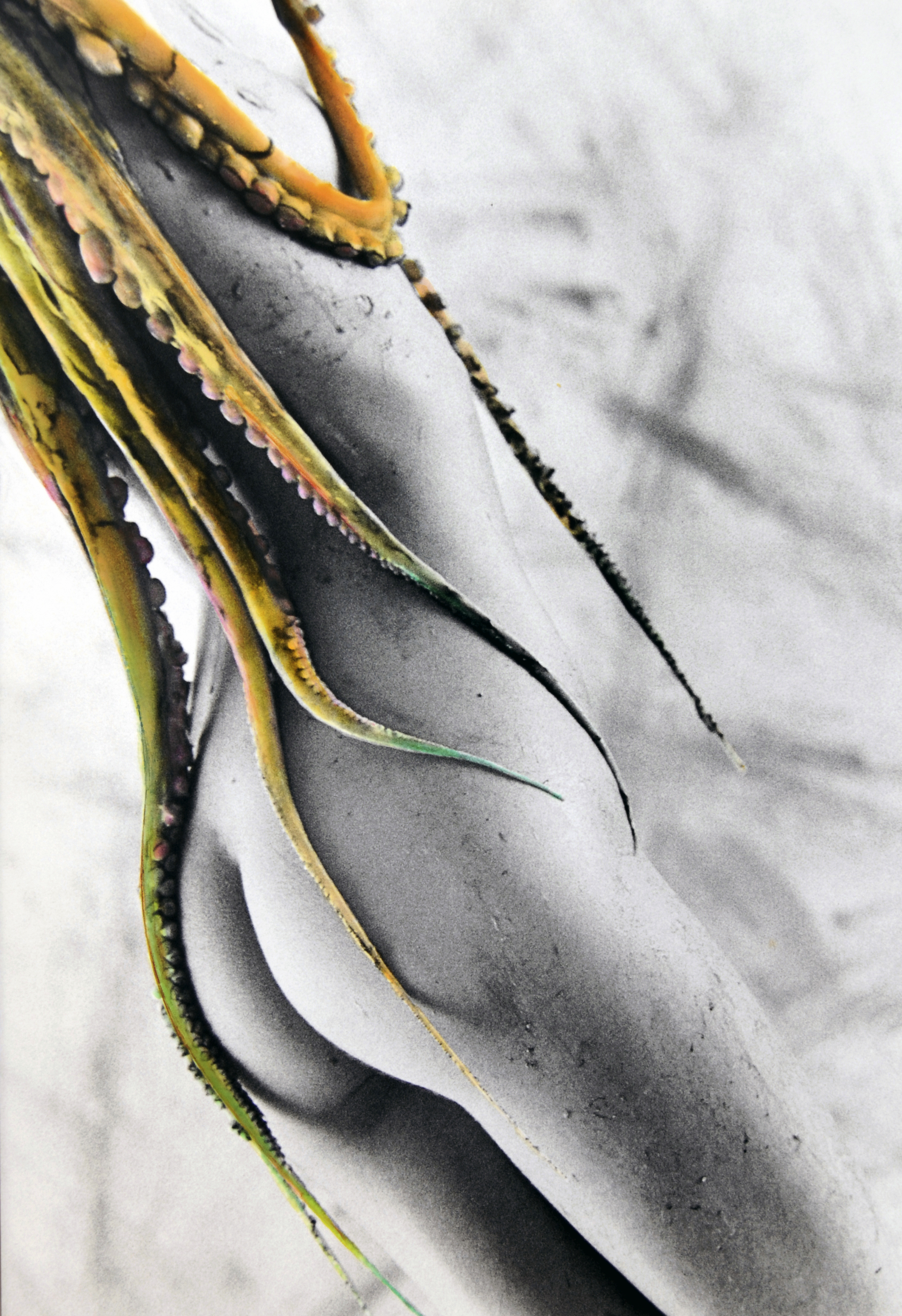
Re-reading of The Dream of the Fisherman's Wife 1988 Sergio Valle Duarte
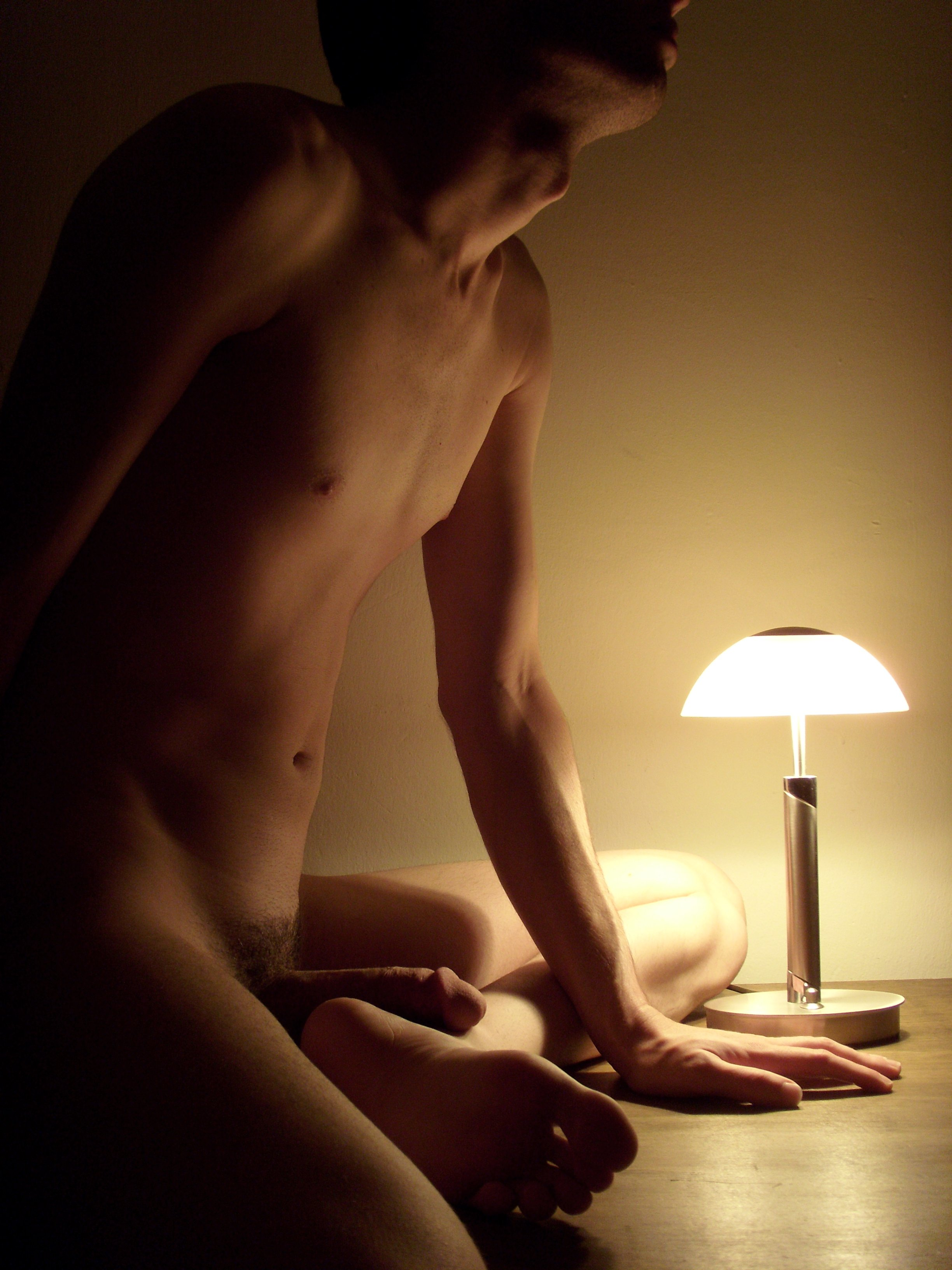
Studio di nudo erotico maschile
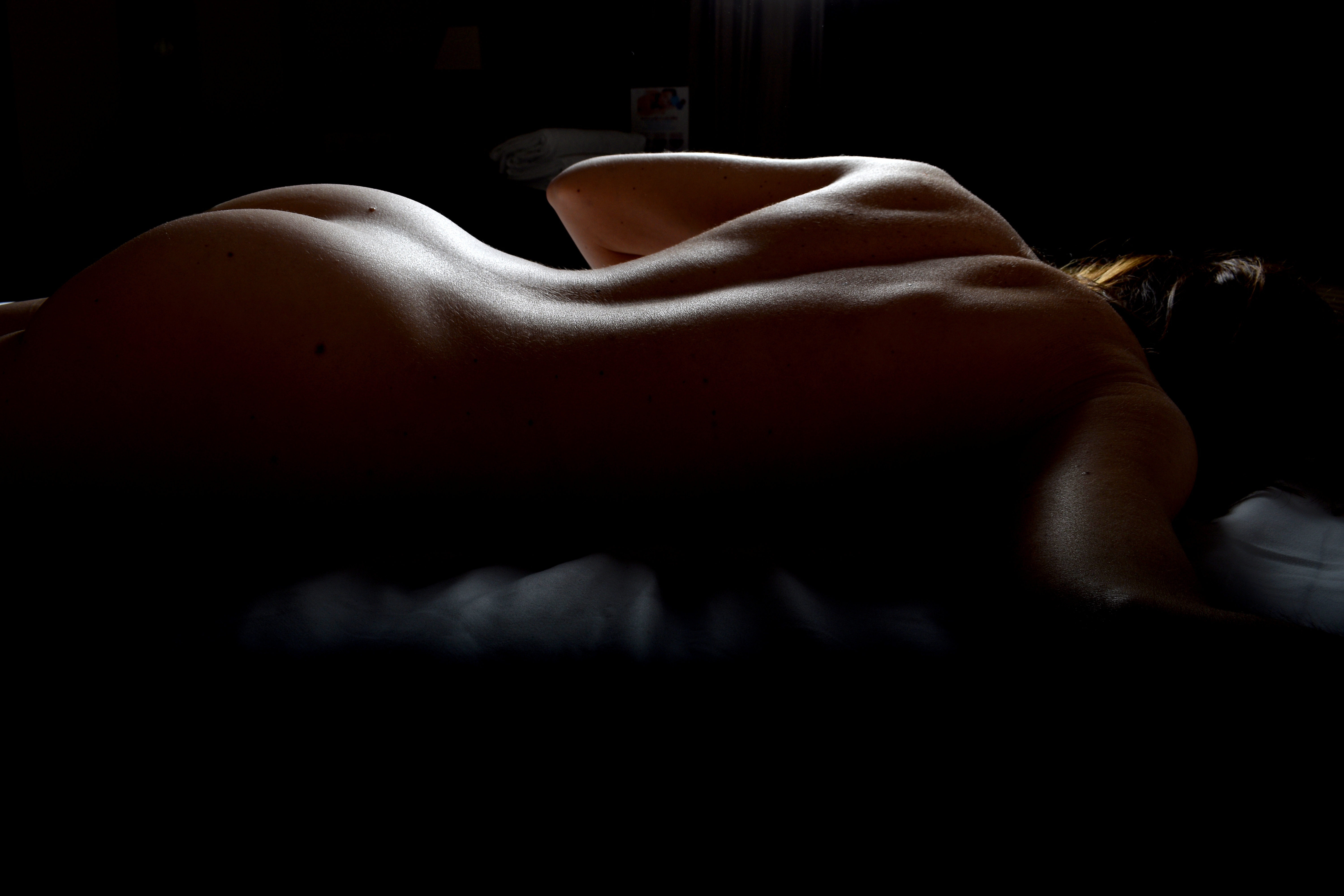
Paysage du Corps. Cosme Madini